# Боди, Манчестер
Элиас Манчестер Боди (англ. Elias Manchester Boddy; 1891—1967) — американский журналист, издатель и главред газеты «Los Angeles Daily News», кандидат в Сенат США от Калифорнии в 1950 году.

## Ранние годы
Боди родился 1 ноября 1891 года, в избушке, в городе Лейк Тэпс, штат Вашингтон. По словам самого Боди, для посещения школы ему приходилось каждый день ходить пять миль. Позже, учился в Колледже штата Вашингтон и в Университете Монтаны.
Служил в армии США во время Первой мировой войны, в лесу Аргон стал жертвой газового нападения, после чего провёл много месяцев в больнице.

## Приобретение «Daily News»
В 1926 году Боди начал работать редактором газеты «Los Angeles Illustrated Daily News», которая в то время испытывала финансовые трудности. Боди сначала убедил акционеров газеты, а потом и федерального судью, предоставить ему разрешение на приобретение «Los Angeles Daily News».
На раннем этапе журналистской карьеры, Боди поддерживал республиканскую партию США и президента Герберта Гувера, считал избрание демократа Франклина Рузвельта ошибкой, однако, поддерживал его политику «Нового Курса».

## Выборы в Сенат
В 1950 году, объявил о выдвижении на пост Сенатора США от Калифорнии. Противостоял Хелен Гаган Дуглас в праймериз демократической партии, пользовался поддержкой действующего сенатора Шеридан Доуни а также других видных деятелей демократической партии. В итоге, потерпел поражение в праймериз. В последние дни избирательной кампании публично поддержал Дуглас, однако, это не спасло её от поражения.

## Смерть
Умер в Пасадине, штат Калифорния из-за сердечной недостаточности 12 мая 1967 года, в возрасте 75 лет.